# Premio Wolfgang Staudte
Il Premio Wolfgang Staudte (Wolfgang Staudte Preis) è stato un premio assegnato fino al 2006 da una delle giurie indipendenti del Festival di Berlino, sponsorizzato dalla GWFF (Gesellschaft zur Wahrnehmung von Film- und Fernsehrechten).
Inaugurato nel 1990 e dedicato al regista, attore e sceneggiatore tedesco Wolfgang Staudte, il premio era destinato a uno dei film presentati nella sezione Forum.

## Albo d'oro

### Anni 1990
- 1990: S.E.R. - Svoboda eto rai, regia di Sergej Vladimirovič Bodrov (Unione Sovietica)
- 1991: Kikuchi, regia di Kenchi Iwamoto (Giappone)
- 1992: The Hours and Times, regia di Christopher Münch (USA)
- 1993: Laws of Gravity, regia di Nick Gomez (USA)
- 1994: Ladoni, regia di Artour Aristakisian (Russia, Moldavia)
- 1995: Double Happiness, regia di Mina Shum (Canada)
- 1996: Okaeri, regia di Makoto Shinozaki (Giappone)
- 1997: O Sertão das Memórias, regia di José Araújo (Brasile)
- 1998: Xiao Wu, regia di Jia Zhangke (Cina, Hong Kong)
- 1999: The Cruise, regia di Bennett Miller (USA)

### Anni 2000
- 2000: Il fantasma del Maresciallo Tito (Marsal), regia di Vinko Brešan (Croazia)
- 2001: Love/Juice, regia di Kaze Shindō (Giappone)
- 2002: Wesh wesh, qu'est-ce qui se passe?, regia di Rabah Ameur-Zaïmeche (Francia)
- 2003: Rengeteg, regia di Benedek Fliegauf (Ungheria)
- 2004: Final Solution, regia di Rakesh Sharma (India)
- 2005: Yan mo, regia di Li Yifan e Yan Yu (Cina)
- 2006: Babooska, regia di Tizza Covi e Rainer Frimmel (Austria, Italia)